# Mary Esther
Pour la psychologue jungienne, voir Mary Esther Harding.
La ville américaine de Mary Esther est située dans le comté d'Okaloosa, dans l’État de Floride. Lors du recensement de 2010, sa population s’élevait à 3 851 habitants.

## Démographie
| 1950 | 1960 | 1970  | 1980  | 1990  | 2000  |
| ---- | ---- | ----- | ----- | ----- | ----- |
| 332  | 780  | 3 192 | 3 530 | 4 139 | 4 055 |

| 2010  | - | - | - | - | - |
| ----- | - | - | - | - | - |
| 3 851 | - | - | - | - | - |

## Source
- (en) Cet article est partiellement ou en totalité issu de l’article de Wikipédia en anglais intitulé « Mary Esther, Florida » (voir la liste des auteurs).